# Manuela Velasco Díez
Manuela Velasco Díez (Madrid, 23 d'octubre de 1975) és una actriu i presentadora de televisió espanyola. És neboda de la també actriu i presentadora Concha Velasco i filla de l'actor dels anys 70 Manuel Velasco. És més coneguda com la reportera Ángela Vidal, en la saga de pel·lícules REC i per interpretar a Cristina Otegui en la sèrie Velvet. En 2007 va guanyar un Premi Goya a la millor actriu revelació, gràcies a la pel·lícula REC.

## Biografia

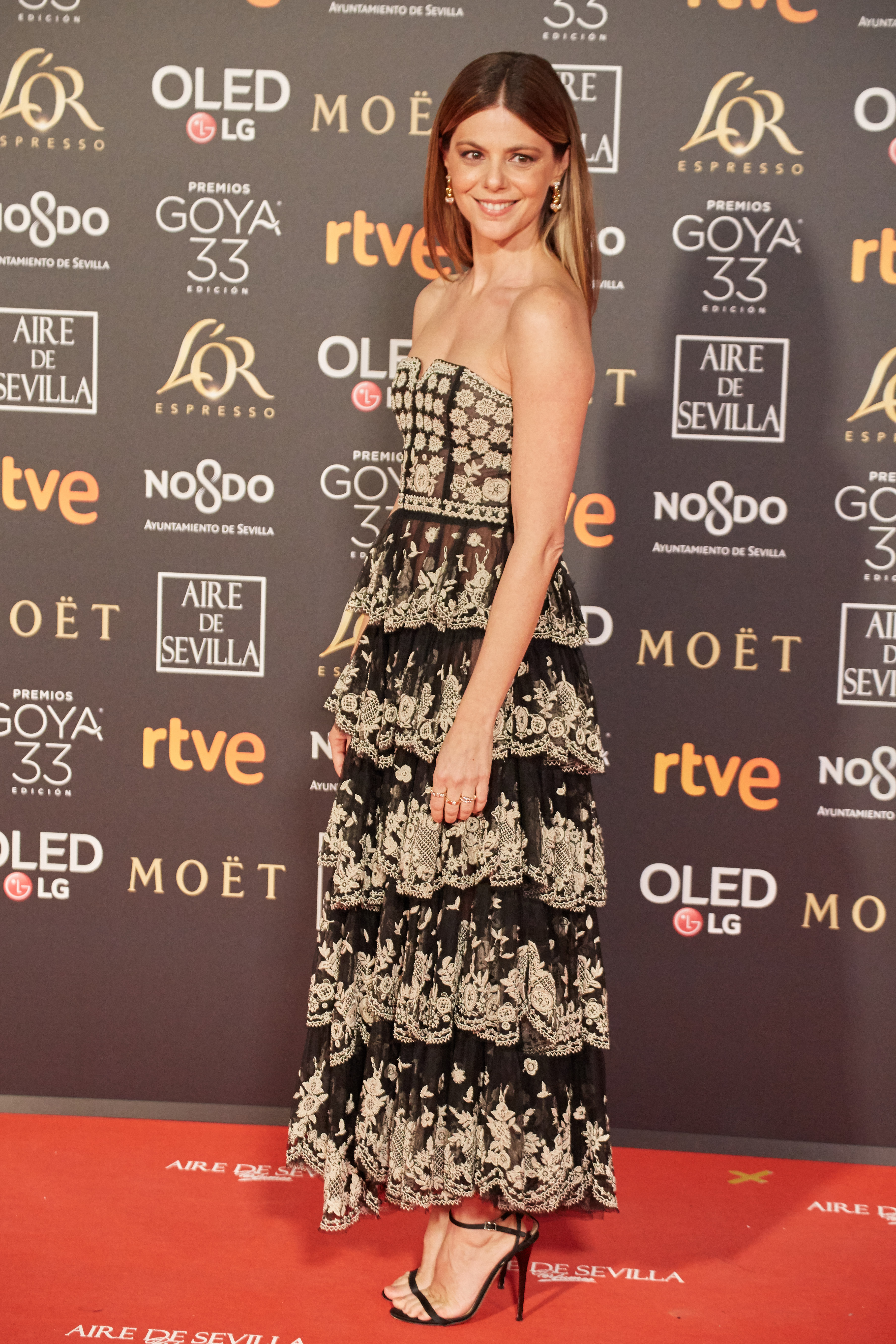
Manuela Velasco als Premis Goya 2019

Quan encara era nena, debuta al cinema de la mà de Pedro Almodóvar a La ley del deseo. La seva carrera com a presentadora ha estat lligada al Grup PRISA. Entre 2000 i 2005 va presentar Los 40 principales i Del 40 al 1 z Canal+; paral·lelament, treballava en el programa Superventas España de Los 40. També va passar per Localia TV entre 1999 i 2000 (a l'espai Local de música). El 2005, condueix l'espai contenidor Cuatrosfera, del canal Cuatro els caps de setmana.
Com a actriu, ha participat en nombroses sèries de televisió, com Médico de familia, El comisario i Hospital Central totes elles a Telecinco, així com Géminis, venganza de amor de Televisión Española, El síndrome de Ulises i Doctor Mateo d'Antena 3. En 2008 va guanyar el premi a la millor actriu en el Festival de Cinema de Sitges i el Goya a la millor actriu revelació per la seva participació en la pel·lícula REC. En 2009, va protagonitzar La chica de ayer una sèrie d'Antena 3, versió espanyola de Life of Mars.
Va aparèixer de nou en la pantalla gran protagonitzant REC 2 a la fi de setembre de 2009. També va actuar al serial-web Hienas, on fa de terapeuta. El 2010 es va incorporar a la sèrie d'èxit Águila Roja de TVE on interpreta Eugenia de Molina, la rebel duquessa de Monfragüe.
Durant la temporada 2010-2011 debuta en el teatre, en el personatge d'Anne Deever a Todos eran mis hijos d'Arthur Miller, sota la direcció de Claudio Tolcachir, amb temporada a Madrid i gira per Espanya, amb gran èxit de crítica i públic. En 2011 a més va aparèixer en la sèrie televisiva Ángel o demonio.
El 2012 s'incorpora a la sèrie de Telecinco Aída com a personatge secundari on interpreta a Ainhoa, una jove de la que s'enamora Luisma (Paco León). Al febrer de 2013, l'actriu fitxa per Velvet sèrie de Antena 3, abandonant el rodatge d' Aída al maig de 2013 si bé tornaria a aparèixer en l'últim episodi de la ficció, que ja havia estat gravat i va ser emès el 8 de juny 2014.
Des de 2013 interpreta a Cristina Otegui en la sèrie de Antena 3 Velvet. Cristina és una jove de família ben posicionada que està enamorada d'Alberto Márquez (Miguel Ángel Silvestre) des que era nena. Per a la seva sorpresa,li demana matrimoni, encara que les seves raons no són les que ella voldria.
En 2014, va tornar a la pantalla gran en l'última i quart lliurament de la saga REC amb el títol de REC 4: Apocalipsi pel·lícula estrenada als cinemes d'Espanya el 31 d'octubre on l'actriu va donar vida de nou a la reportera Ángela Vidal. També aquest any estrena la segona temporada de Velvet en Antena 3. A més, es puja a les taules del teatre Infanta Isabel de Madrid per a protagonitzar l'obra Feelgood al costat de Fran Perea.
El 2015 estrena la pel·lícula Cuento de Verano del director Carlos Dorrengo al costat de Rubén Ochandiano. També torna a la pantalla petita amb la tercera temporada de Velvet on Cristina viurà els pitjors moments de la seva vida. A més, torna al teatre amb la comèdia Bajo Terapia, al costat de Melani Olivares i Gorka Otxoa.
En 2016 protagonitza l'obra Todo es mentira, adaptació teatral de la pel·lícula homónima de 1994 protagonitzada per Penélope Cruz i Coque Malla. A més, estrena la quarta i última temporada de Velvet, on torna a posar-se en la pell de Cristina Otegui.
En 2017 comparteix el protagonisme amb els altres membres de la família Fonts del Reg en la sèrie de TVE Traición, interpretant a Isabel, advocada d'un bufet familiar molt poderós i ambiciós.

## Treballs

### com presentadora de televisió
- Local de música (1999-2000) Localia TV.
- Los 40 principales (2000 - 2005) Canal+
- Del 40 al 1 (2003 - 2005) Canal+
- Cuatrosfera (Cuatro, 2005 - 2007).
- Brainiac (Cuatro, 2007 - 2008) S'incorpora en la 2º temporada.
- La noche de los Oscar (2010 i 2012) (Canal+)

### Cinema
- Antes de la quema (2019) de Fernando Colomo
- Cuento de verano (2015), de Carlos Dorrego
- REC 4: Apocalipsis (2014) com la reportera Ángela Vidal.
- Holmes & Watson. Madrid Days (2012)
- Amigos... (2011) com Miranda.
- El Ratón Pérez 2 (2009) com periodista
- REC 2 (2009) com la reportera Ángela Vidal.
- Sangre de mayo (2008)
- REC (2007) com la reportera Ángela Vidal.
- El Ratón Pérez (2007)
- El club de los suicidas (2007)
- Atraco a las 3... y media (2003)
- Sant'Antonio di Padova (2002) (TV)
- Gente pez (2001)
- School Killer (2001) (Personaje: Patricia)
- Comunicación (2001) (Personatge: Amiga)
- Camino de Santiago (1999)
- El juego más divertido (1988)
- La ley del deseo (1987) (Personatge: Ada, nena)
- Los desastres de la guerra (1983)

### Sèries de televisió
| Any             | Sèrie                               | Paper               | Cadena    | Episodis    |
| --------------- | ----------------------------------- | ------------------- | --------- | ----------- |
| 1996            | Éste es mi barrio                   |                     | Antena 3  | 1 Episodi   |
| 1998            | A las once en casa                  |                     | La 1      | 1 Episodi   |
| 1998            | Médico de familia                   |                     | Telecinco | 1 Episodi   |
| 1999            | Camino de Santiago                  |                     | Antena 3  | 3 Episodis  |
| 1999            | El comisario                        | Carola              | Telecinco | 1 Episodi   |
| 2000            | Hospital Central                    | Eva                 | Telecinco | 1 Episodi   |
| 2000            | Policías, en el corazón de la calle | Novia de Sergio     | Antena 3  | 1 Episodi   |
| 2000            | El grupo                            |                     | Telecinco | 1 Episodi   |
| 2000            | Un chupete para ella                | Alba                | Antena 3  | 2 Episodis  |
| 2001            | Manos a la obra                     |                     | Antena 3  | 1 Episodi   |
| 2002 - 2003     | Géminis, venganza de amor           | Beatriz             | La 1      | 23 Episodis |
| 2003 - 2005     | Cuéntame cómo pasó                  | Noia Hippie         | La 1      | 2 Episodis  |
| 2007            | El síndrome de Ulises               |                     | Antena 3  | 1 Episodi   |
| 2009            | Doctor Mateo                        | Julia Muñiz         | Antena 3  | 7 Episodis  |
| 2009            | La chica de ayer                    | Ana Valverde        | Antena 3  | 8 Episodis  |
| 2010 - 2011     | Águila Roja                         | Eugenia de Molina   | La 1      | 7 Episodis  |
| 2011            | Ángel o demonio                     | Sandra Alcocer      | Telecinco | 1 Episodi   |
| 2012 - 2014     | Aída                                | Ainhoa Díaz Serrano | Telecinco | 34 Episodis |
| 2014 - 2016     | Velvet                              | Cristina Otegui     | Antena 3  | 55 Episodis |
| 2017 - 2018     | Traición                            | Isabel Fuentes      | La 1      | 9 Episodis  |
| 2018            | Velvet Colección                    | Cristina Otegui     | #0        | 6 Episodis  |
| 2020 - presente | Mentiras                            | Catalina Munar      | Antena 3  | ¿? Episodis |

### Sèries d'Internet
- Amazing Mask (2009) (Personatge: Perdita González - Reportera)

En 2009 va participar en Amazing Mask, série de 5 capítols dirigida per Dani Moreno en la qual va compartir repartiment al costat d'Emilio Moya, Miquel Bordoy o Dunia Montenegro.
- Hienas (2007-2008) (Personatge: Ana)

### Teatre
- Todos eran mis hijos (2010)
- Alma de dios
- Feelgood (2013)
- Bajo terapia (2015)
- El Banquete (2018)
- Ricardo III (2019)